# Chiara Cainero
Chiara Cainero (Udine, 13 de março de 1983) é uma atiradora esportiva italiana, campeã olímpica. Ela é uma especialista na categoria skeet.

## Carreira

### Atenas 2004
Representando dos Jogos Olímpicos de 2004, ficou oitava em suas primeira participação.

### Pequim 2008
Em Pequim 2008, conquistou o ouro no skeet.

### Londres 2012
Em Londres 2012, tida então como favorita foi apenas quinta colocada.

### Rio 2016
Chiara Cainero representou seu país nas Olimpíadas de 2016, na prova de Tiro nos Jogos Olímpicos de Verão de 2016 - Skeet feminino conquistando a medalha de prata.